# Jestřabí v Krkonoších
Pour les articles homonymes, voir Jestřabí.
Jestřabí v Krkonoších (en allemand : Jestrabi) est une commune du district de Semily, dans la région de Liberec, en Tchéquie. Sa population s'élevait à 251 habitants en 2025.

## Géographie
Jestřabí v Krkonoších se trouve à 15 km au nord-est de Semily, à 33 km à l'est-sud-est de Liberec et à 101 km au nord-est de Prague.
La commune est limitée par Jablonec nad Jizerou au nord, par Vítkovice au nord-est, par Benecko à l'est et au sud, par Víchová nad Jizerou au sud-ouest et par Poniklá à l'ouest.

## Histoire
La première mention écrite du village date de 1562.

## Administration
La commune se compose de trois sections :
- Jestřabí v Krkonoších ;
- Křížlice ;
- Roudnice.

## Galerie

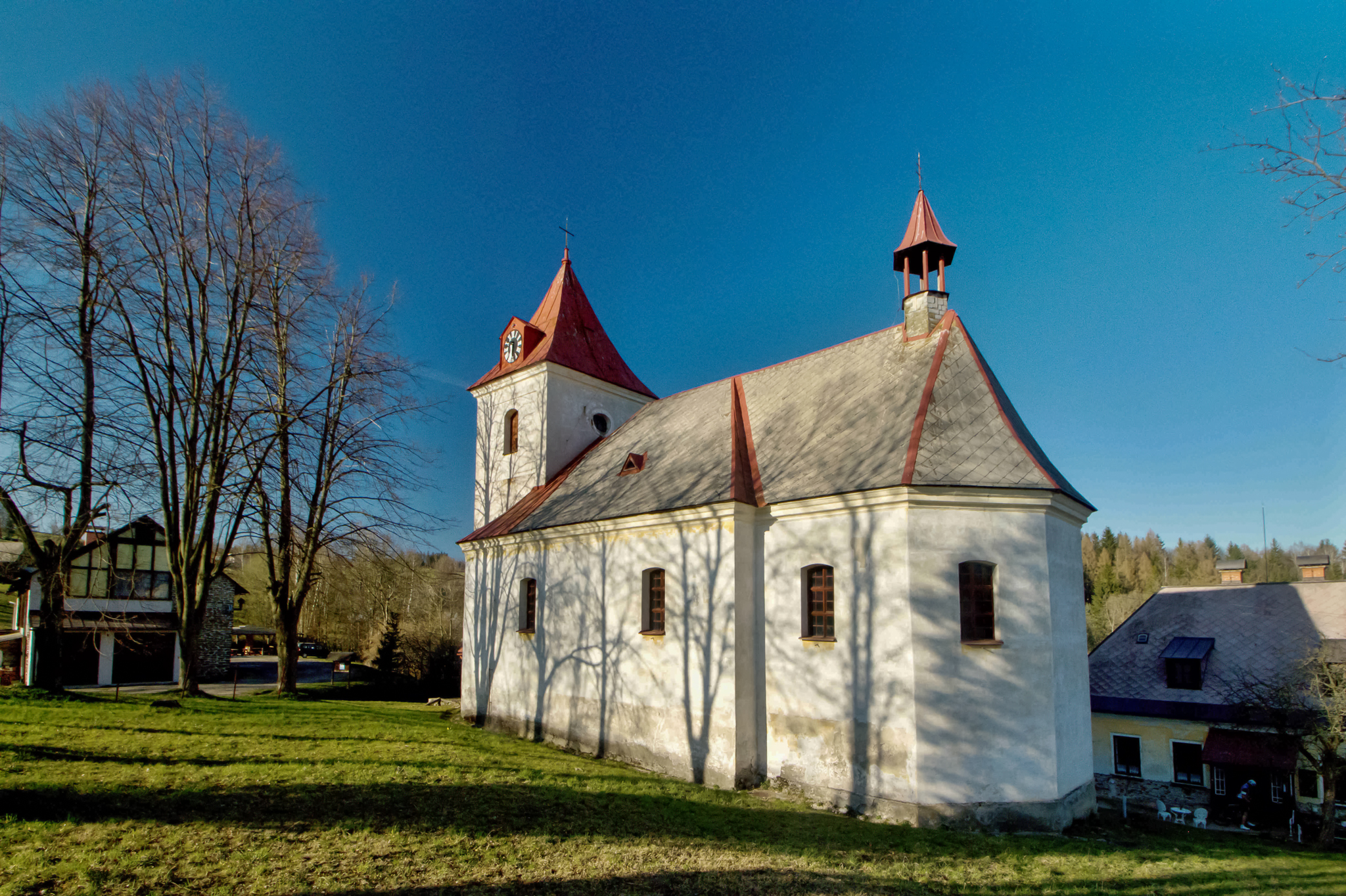
Křížlice : église Saint-Jean-Baptiste.
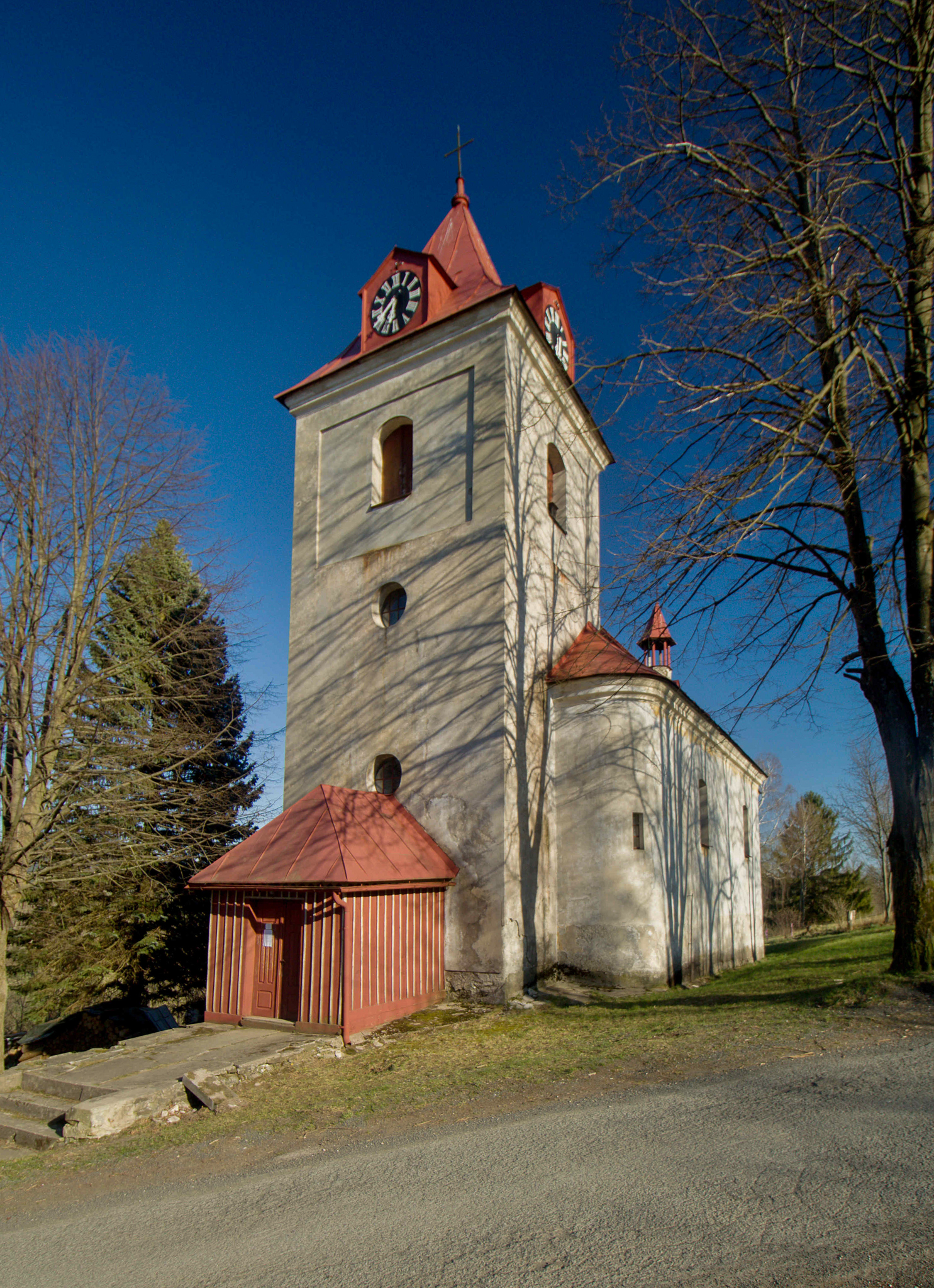
Église Saint-Jean-Baptiste : façade.

## Transports
Par la route, Jestřabí v Krkonoších se trouve à 21 km de Semily, à 56 km de Liberec et à 135 km de Prague.

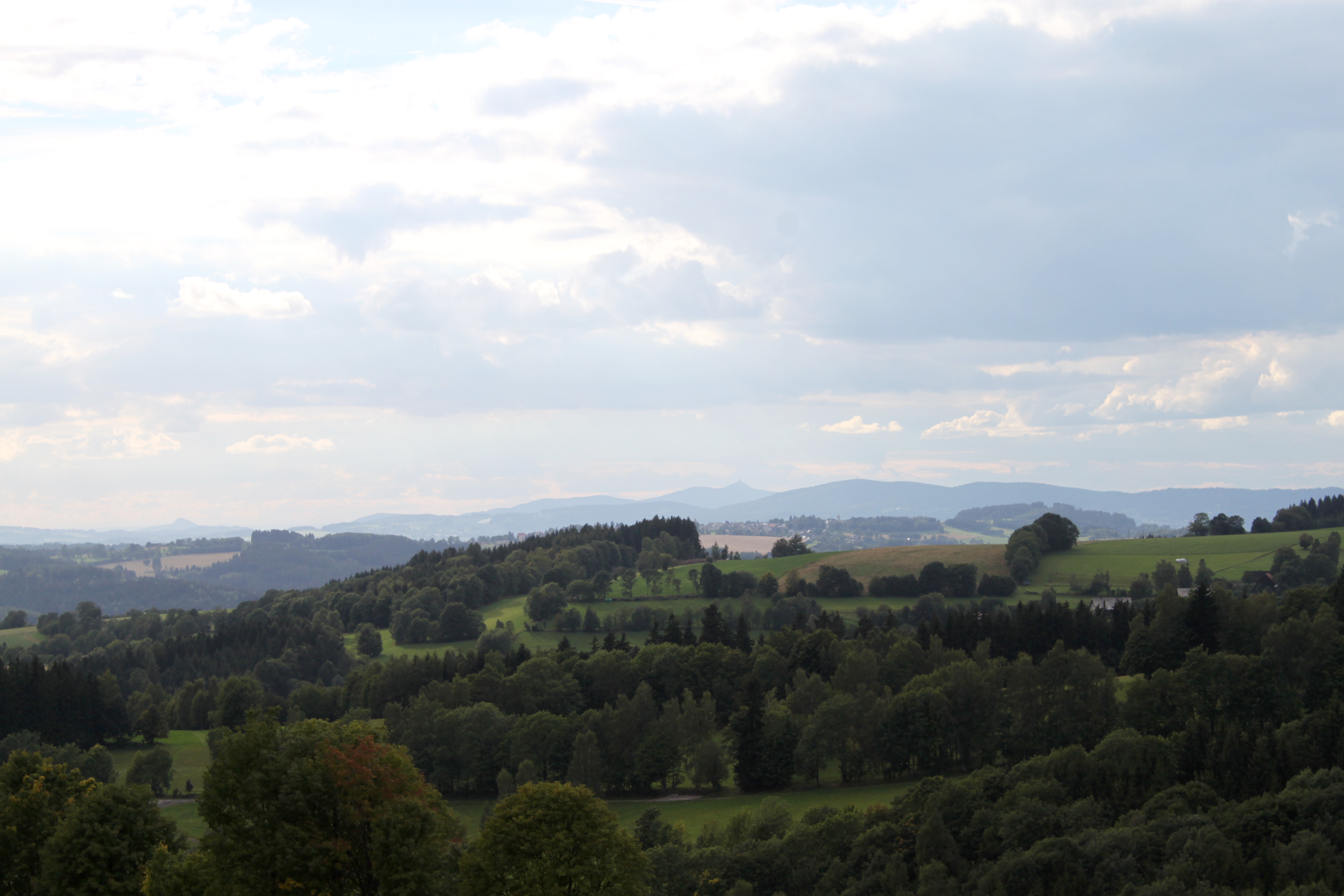
Jestřabí dans les monts des Géants.